# Кедров, Алексей Алексеевич
Алексе́й Алексе́евич Ке́дров (1906 ― 2004) ― российский и советский учёный, терапевт, кардиолог, доктор медицинских наук, профессор, заведующий клиникой госпитальной терапии Ленинградского педиатрического медицинского института.

## Биография
Алексей Алексеевич Кедров родился в 1906 году.
В 1928 году окончил биологическое отделение физико-математического факультета Ленинградского университета. В 1931 году окончил Первый Ленинградский медицинский институт. Начал медицинскую практику, работал в клинике Г.Ф. Ланга клиническим ординатором, затем научным сотрудником, ассистентом.
Участник Великой Отечественной войны. С 1941 по 1945 годы находился в рядах Красной Армии, врач-терапевт в госпиталях, с 1944 года армейский терапевт.
С 1950 года профессор, с 1954 году заведующий факультетской терапевтической клиникой Ленинградского санитарно-гигиенического института. В 1970 году стал заведующим клиникой госпитальной терапии Ленинградского педиатрического медицинского института.
Является автором около 100 научных работ, среди них две монографии, которые в основном посвящены изучению физиологии внутричерепного кровообращения и патологии мышц сердца. В 1949 году успешно защитил диссертацию на соискание степени доктора медицинских наук на тему: «Электроплетизмография как метод функциональной оценки кровообращения». Разработал и предложил метод реографии, показал его диагностическое значение при заболеваниях сердца и сосудов. В 1965 году был удостоен премии имени Г.Ф. Ланга АМН СССР за монографию «Болезни мышцы сердца». Под его руководством выполнено 27 диссертаций, среди них 3 докторские.
Активный участник медицинского сообщества. Являлся членом президиума правления Всесоюзного и председателем правления Ленинградского кардиологических обществ, был членом правления многих других союзных и республиканских научных медицинских обществ и Международного общества внутренней медицины, членом редакционной коллегии совета журналов «Кардиология», «Терапевтический архив», ответственным редактором отдела «Общие вопросы клиники и терапии внутренних болезней. Деонтология» в третьем издании Большой медицинской энциклопедии.
Умер в 2004 году в Санкт-Петербурге.

## Награды
Награждён государственными наградами:
- Орден Отечественной войны I степени;
- Орден Красной Звезды;
- другими медалями

## Научная деятельность
Труды, монографии:
- Кедров А.А. Изменения количества циркулирующей крови в течении различных анемий, Клин, мед., т. 17, Кв 8, с. 75, 1939;
- Кедров А.А. Электроплетизмография как метод функциональной оценки кровообращения, диссертация, Ленинград, 1948;
- Кедров А.А., Науменко А.И. Вопросы физиологии внутричерепного кровообращения с клиническим их освещением, Ленинград, 1954;
- Кедров А.А. Миокардиты и другие формы поражения миокарда, Многотомн. руководство по внутр. бол., под ре Д. А. Л. Мясникова, т. 1, с. $14, Москва, 1962;
- Кедров А.А. Болезни мышцы сердца, Ленинград, 1963.